# Єрмата-Нягре
Єрмата-Нягре (рум. Iermata Neagră) — село у повіті Арад в Румунії. Входить до складу комуни Зерінд.
Село розташоване на відстані 433 км на північний захід від Бухареста, 54 км на північ від Арада, 99 км на північ від Тімішоари.

## Населення
За даними перепису населення 2002 року у селі проживали 568 осіб.
Національний склад населення села:
| Національність | Кількість осіб | Відсоток |
| -------------- | -------------- | -------- |
| угорці         | 536            | 94,4%    |
| румуни         | 20             | 3,5%     |
| цигани         | 12             | 2,1%     |

Рідною мовою назвали:
| Мова      | Кількість осіб | Відсоток |
| --------- | -------------- | -------- |
| угорська  | 548            | 96,5%    |
| румунська | 20             | 3,5%     |